# Alcohol fenetílico
El alcohol fenetílico es un alcohol primario aromático. Cp,líquido = 252.64 J/mol·K.

## Propiedades físicas y espectroscópicas
El espectro de masas muestra el ion molecular m/z 122, y el pico base es a m/z 91, debido al catión alílico. Como todos los compuestos aromáticos con un solo anillo de benceno, se observa la serie del benceno m/z 39,51,65 y 77.

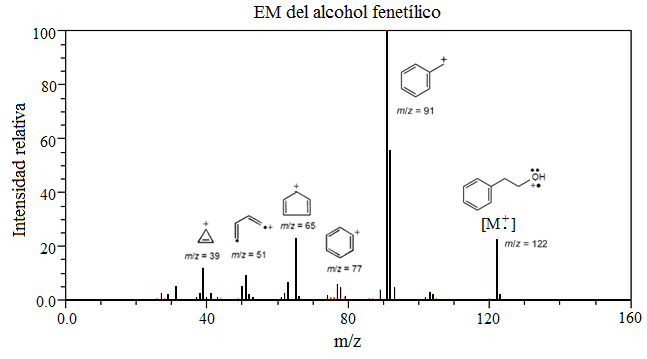
Espectro de masas del alcohol fenetílico

El espectro de resonancia de protón muestra una señal múltiple a campo más alto, correspondiente al metileno entre el anillo aromático y el hidroximetileno.  Después se encuentra una señal a campo más bajo correspondiente a los hidrógenos del hidroximetileno, y a campo más bajo (aproximadamente a 7 ppm, zona donde aparecen los hidrógenos de anillos aromáticos) se encuentra la señal de los hidrógenos orto, meta y para con respecto al 2-hidroxietilo.

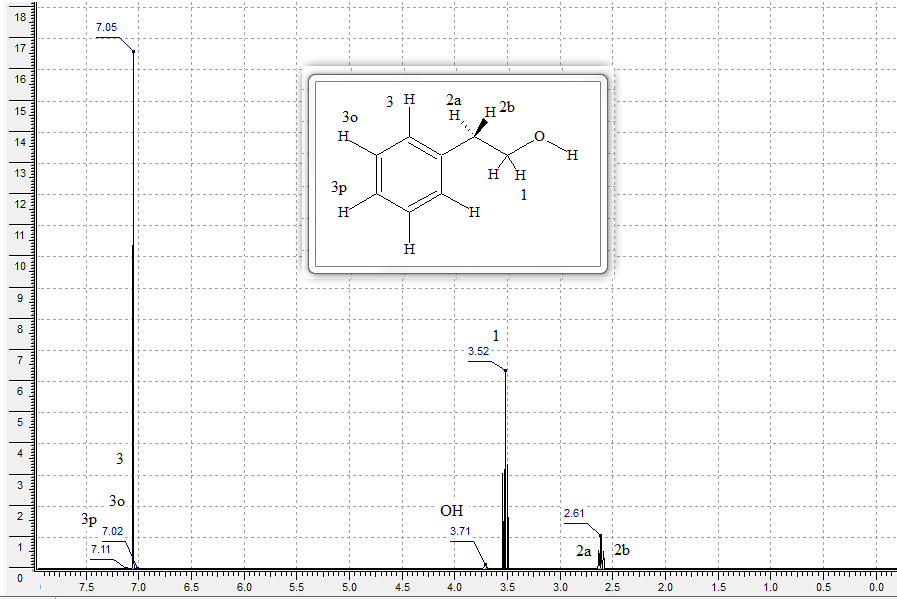
Espectro calculado del ^{1}H-RMN para el alcohol fenetílico

## Síntesis
El alcohol fenetílico puede ser preparado por los siguientes procedimientos: 
a) Reacción de Grignard entre el bromuro de fenilmagnesio y el  óxido de etileno:
b) Reacción de Friedel y Crafts entre benceno y óxido de etileno:
c) Por reducción del fenilacetaldehído o del fenilacetato de etilo:
d) Por biotansformación de la L-fenilalanina utilizando Saccharomyces cerevisiae inmovilizada.[cita requerida]

## Presencia en la naturaleza
Es relativamente abundante en la naturaleza. Es un producto de la degradación de los fenilpropanoides. Se le ha encontrado en una gran variedad de aceites esenciales, tales como el aceite de rosa, clavel, jacinto, pino de Aleppo, azahar, ylang-ylang, geranio, neroli y  champaca.  Es ligeramente soluble en (2 mL/100 mL H2O), y es miscible con etanol y dietil éter.

## Usos
El alcohol fenetílico tiene aroma floral que recuerda al de las rosas. Es un ingrediente común en perfumería y como aromatizante de alimentos en concentraciones menores a 40ppm. También es usado como aditivo en cigarros. Es utilizado como conservador de jabón debido a su estabilidad en condiciones básicas. Tiene actividad antimicrobiana. 